# Велика Киріївка
Вели́ка Кирі́ївка — село в Україні, у  Бершадській міській громаді Гайсинського району Вінницької області.

## Історія
7 (20) листопада 1917 року, відповідно до Третього Універсалу Української Центральної Ради, увійшло до складу Української Народної Республіки.
12 червня 2020 року, відповідно розпорядження Кабінету Міністрів України № 707-р «Про визначення адміністративних центрів та затвердження територій територіальних громад Вінницької області», село увійшло до складу Бершадської міської громади.
19 липня 2020 року, в результаті адміністративно-територіальної реформи та ліквідації Бершадського району, село увійшло до складу Гайсинського району.

## Транспорт
Розташоване на трасі «Умань-Бершадь».
Неподалік знаходиться станція Кириївка, де 2 рази на добу зупиняється вузькоколійний поїзд Гайворон-Бершадь-Рудниця.

## Археологічні пам'ятки
У селі виявлено поселення трипільської культури. Пам'ятка розташована поблизу села.

## Видатні уродженці
- Гончарук Ігор Андрійович (28.06.1994 – 24.06.2022)  — український військовик, учасник російсько-української війни[6].
- Данилко Олександр Романович (21.07.1992 — 30.12.2022) — український військовик, учасник російсько-української війни.[7][8]
- Доценко Іван Пилипович — український діяч, Міністр Кабінету Міністрів України.
- Макаров Сергій Михайлович (22.01.1974 — 21.03.2023) — український військовик, учасник російсько-української війни[9].
- Мартич Станіслав Федорович (06.11.1998 — 11.05.2022) — український військовик, учасник російсько-української війни[10].
- Непотрібний Юрій Васильович (08.05.1977 — 03.03.2023) — український військовик, учасник російсько-української війни[11].
- Охріменко Олександр Петрович — український кадровий військовослужбовець, підполковник Збройних сил України, учасник російсько-української війни[12].